# ルイス・グシケン

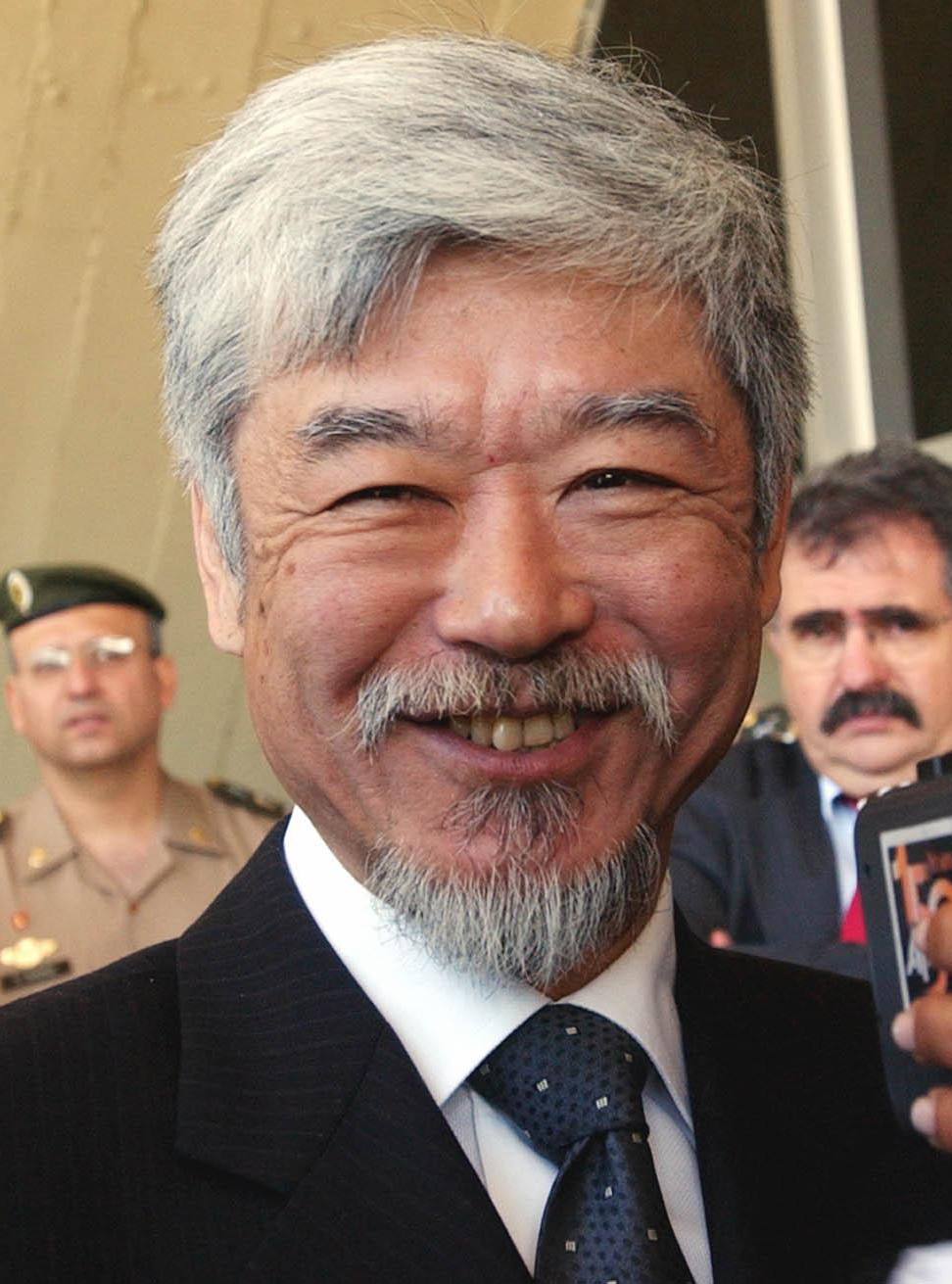
2004年

ルイス・グシケン（Luiz Gushiken、ルイス具志堅、1950年8月5日 - 2013年9月13日）は、ブラジル・オズヴァルド・クルス生まれの政治家、労働組合指導者。日系ブラジル人（二世）。
ブラジル連邦議会下院議員（3期：1987年‐1999年）、労働者党（PT）党首（1988年‐1990年）。
ブラジル連邦共和国大統領府広報長官（大臣）として入閣。ルーラ大統領の側近中の側近であり、「三銃士」の筆頭と言われた（後述）。
日系ブラジル人として、4人目の大臣となった（後述）。
2013年、サンパウロで死去。

## 略歴
沖縄県国頭郡本部町字具志堅出身の写真家でヴァイオリニストのショウエイ（照永）とセツ夫妻の７人の子供（三男四女）の長男として、サンパウロ州プレジデンテ・プルデンテ地域の小都市オズヴァルド・クルスに生まれた。
プレジデンテ・プルデンテでは、家庭の経済事情で13歳から仕事をしていた。昼間は建築会社で事務員をしながら、高校を夜学で卒業した。
高校卒業後、1970年にサンパウロ州立銀行（バネスパ銀行 Banco Banespa）の研修生試験に合格し採用され、サンパウロ市のブラスに居住した。
グシケンは、昼間は銀行職員として働きながら、夜間にはブラジル随一のシンクタンク兼高等教育機関（大学に相当）のジェトゥリオ・ヴァルガス財団(FGV)の経営学部で学び卒業した。
1980年、ブラジル銀行（Banco do Brasil 民間銀行）に勤務する妻エリザベッチ・レオネル・フェレイラと結婚し、二男（ギリェルメ、アルトゥール）一女（エレナ）の3人の子供をもうけた。

## 労働運動、ルーラとの出会い
ブラジルは、1964年の軍事クーデターで左翼ポピュリズムのジョアン・ゴウラール政権が打倒されてから、1985年までの21年間、軍事政権の下にあった。
グシケンは学生時代に、ブラジルのトロツキスト組織である国際社会主義組織（OSI: Organização Socialista Internacionalista）の学生部門「自由と闘争（リベルダーデ・イ・ルタ）」（Liberdade e Luta 通称「リベル」）に参加した。
大学卒業後、バネスパ銀行職員組合で積極的に労働組合活動に従事して、労働運動家として徐々に頭角を現していった。
ブラジルでは1970年代末以降、各地でストライキが激化したことで、グシケンは政治社会秩序局（DOPS：軍政下存在した秘密政治警察）によって、1979年12月を最初に計4回拘留された。
グシケンは、1983年にサンベルナルド・ド・カンポで、サンパウロ圏の金属労働組合の委員長であったルーラ（後の大統領）をはじめ他の業種の労働組合運動家と共に、政府・政党・経営者から完全に自立・自律したブラジル中央統一労働組合（CUT）の結成に参画した。
グシケン自身も、1984 年から 1986 年まで、サンパウロの銀行職員の労働組合委員長を務めた。

## 労働者党（PT）の創設、選挙参謀としての活躍
1980年2月10日、グシケンは、労働者党 （PT：Partido dos Trabalhadores）の結党にあたって、創設者のひとりとして参加した。労働者党は、前述の中央統一労働組合（CUT）の労働運動を中心に、貧農、環境、女性、人権、先住民・黒人の問題などに取り組む新しい社会運動、知識人・学生運動、解放の神学運動など、中道左派から極左までの幅広い政治勢力が結集した草の根民主主義に基づく左派政党であり、1985年の民主化を導く原動力となった。グシケンは、労働者党の結党後、ルーラとの協力関係がいっそう緊密となった。
グシケンは、1984年から1986年まで委員長を務めたサンパウロ銀行労組を支持母体として、労働者党からサンパウロ州選出のブラジル連邦議会下院議員を連続３期12年間（1987年2月1日‐1999年2月1日）務めた。
またこの間、1988年12月11日から1990年7月15日まで、労働者党の党首として、第3代の労働者党（PT）全国委員長に就任した（後任の党主には初代党首ルーラが復帰) 。
1989年にブラジルでは、1985年の民主化後に初となる、29年ぶりの直接選挙による大統領選挙が実施された。労働者党のルーラ候補は、同年末の決選投票で、貿易自由化と民営化を掲げる新自由主義 右派のフェルナンド・コロール候補に敗れた。
しかし、コロール政権時代に、銀行勤務の経験から会計監査能力を駆使して、コロール大統領の選挙責任者であった側近のパウロ・セザル・ファリアスによる大統領選挙資金の不正な集金経緯を暴露して、連邦議会調査委員会（CPI）の調査活動に貢献した結果、1992年末にコロール大統領を弾劾裁判と辞任へと導いた。
1998年大統領選挙では、ルーラ候補の依頼により、大統領選挙運動の総責任者を務めたが、現職フェルナンド・カルドーゾ大統領の再選を阻止できなかった。
選挙後の1999年に、政界引退を表明した。

## ルーラ政権で広報長官として入閣
グシケンは2002年に胃がんが発見されて、闘病生活にあった。
しかし、同年秋の大統領選挙のために、ルーラ候補の懇願により、グシケンは政治活動に復帰して、選挙運動の責任者に就任した。
グシケンは、2002年5月から6月にかけて胃の手術によって体重が17キロも落ちた上に、8月に最愛の母を失うなど、心身ともに非常に苦難な状況にあった。
しかし、ルーラの４度目の挑戦（1989年、1994年、1998年の大統領選挙で落選）に尽力し、2002年秋の大統領選挙で、ルーラの初当選に多大に貢献した。
2003年1月1日のルーラ政権の発足とともに、グシケンは共和国大統領府の広報長官に任命されて就任した。
大統領府広報長官は大臣職であり、日系ブラジル人としては、ファビオ・ヤスダ商工大臣、シゲアキ・ウエキ鉱山エネルギー大臣、セイゴ・ツヅキ保健大臣に次いて、4人目の入閣となった。

## メンサロン疑惑、無罪、病死
2005年、大規模な議会の票買収スキャンダルであるメンサロン疑惑が沸き起こり、マスコミを賑わして、2005 年にルーラ政権は崩壊の危機に瀕した（メンサロンとは「毎月の巨額の支払い」を意味するマスコミの造語）。
メンサロン疑惑との関連で、グシケンは、自身の親族が経営するコンサルタント会社が、政府系基金に優遇されて不正に利益を得ているとの疑惑がマスコミの報道で繰り返された。
グシケンは不正を一切否定していたが、マスコミの騒動を受けて、ルーラ大統領に進退を伺い、2005年7月22日に広報長官を離任した。
大臣離任後、大統領特別補佐官（戦略問題事務局長）を務めたが、ルーラが大統領に再選されたのを見届けた後の2006年11月に辞任した。

グシケンは、2007年に横領の罪で告発されたが、2012年に連邦最高裁判所（STF）は、証拠不十分により、無罪の判決を出した。
グシケンは、2002年から胃がんを患っていたが、2013年9月13日に入院先のシリア・レバノン病院で逝去した。63歳没。
9月14日の葬儀にはジルマ・ルセフ大統領、ルーラ元大統領および多数の閣僚が参列し、サンパウロ市スマレ区のレデントール墓地に埋葬された。
2003年1月、軍事功労勲章（Ordem do Mérito Militar）特別グランデ・オフィシアル位（Grande-Oficial especial）を受章。

## 人物評
ブラジルを代表する週刊誌『ヴェージャ』（Veja）1776号の特集「PTの三銃士」で、ルイス・グシケンは、ジョゼ・ジルセウ（ルーラ政権で官房長官に就任）、アントニオ・パロッチ（同、財務大臣に就任）と並んで扱われた。
　「三人の中で最も目立たない日系人の具志堅氏は、ルーラが ”シーナ” （中国人）と呼ぶ古い友で、一九七〇年代から労働組合仲間として活躍してきた。ルーラと具志堅氏は家族付き合いをしており、サンパウロ市ビリングス湖のルーラの別荘を訪れる、数少ないＰＴ党員。また公の場で ”私は反対だ” と唯一ルーラに立ち向かう男でもある」（同誌）。

## 対日観
父ショウエイによれば、少年時代に「親としては日本語を習ってほしかったが、（グシケンは）日本語に興味を持ったことはなかった」。
徹底してルーラ新大統領の裏方にまわる具志堅氏は、例えポ語大手マスコミであっても取材を極力さけることで有名。言葉こそ少ないが本紙（＝ニッケイ新聞）の質問（全11項目）に回答を返した。
《１０》日本との関係を増やす特別な関心は持っているか？　あるとすればどの意味で？
　＝どのような形の関係強化になるのだろう？　日本との関係に関しては大変関心がある。
《１１》両親から何か日本の習慣を受け継いだか？　政治の中でそれが役に立ったか？　子どもたちにそれを受け継がそうと思うか？
　＝道徳的価値観がそれだ。例えば、正直さ、忍耐力、他人の尊重、意思力の強さ、人生における可能性の全ての源泉である仕事など。